# Johan Siggesson
Johan Siggesson, född 11 juni 1977, är en svensk konst- och naturfotograf samt författare, främst verksam inom området djurporträtt. Han föddes och växte upp i Sverige och är sedan flera år bosatt på Malta. Siggesson specialiserar sig på minimalistiska och konstnärliga porträtt av djur, med fokus på att framhäva deras uttryck och karaktär. 

## Biografi
Siggesson föddes 1977 och växte upp med sin äldre syster och föräldrar i Älvängen 3 mil norr om Göteborg. Efter att ha gått ut naturvetenskapsprogrammet på Kungahälla gymnasium i Kungälv startade han Digital Informationsproduktion på Högskolan Väst i Uddevalla/Trollhättan. Där introducerades han till fotografi och grafisk design.  
Under flera år arbetade Johan Siggesson inom grafisk design och webbdesign. År 2012 deltog han i en fotografisk safari i Kenya, vilket ledde till ett ökat intresse för fotografering. Därefter beslutade han sig för att byta karriär och inrikta sig på naturfotografi. Sedan 2014 arbetar han som heltidsfotograf med fokus på vilda djur i olika delar av världen. 
Hans fotografier har publicerats i flera svenska och internationella publikationer så som Kamera och Bild, Camera Natura, National Geographic, Africa Geographic och Chasses Internationales och han har vunnit utmärkelser i ett antal fototävlingar runt om i världen. Siggesson deltar även i workshops och föreläsningar inom naturfotografi och är engagerad i frågor som rör djurskydd och bevarande av biologisk mångfald.
I mars 2019 valdes Siggesson in i Naturfotograferna /N. Naturfotograferna /N är en förening för Sveriges mest ansedda naturfotografer, grundad 1966.

## Projekt
Johan Siggesson har varit aktivt engagerad i miljövårdsarbete på Malta och har samarbetat med lokala organisationer som BirdLife Malta vid evenemang och långsiktiga projekt.
År 2023 började han att samarbeta långsiktigt med Malta Tourism Authority (MTA) för att utveckla ett bildbibliotek som visar Maltas biologiska mångfald för Malta Tourism Observatory (MTO). MTO, som verkar under MTA, ansvarar för att genomföra och övervaka Maltas turiststrategi.
MTO strävar efter att bli en del av det internationella nätverket av turistobservatorier, vilket potentiellt kan främja samarbeten med organisationer inom Europeiska unionen och utanför. 

## Bok-publicering
Siggesson har publicerat en bok, som är den första i en planerad bokserie som belyser Maltas naturhistoria med syftet att öka medvetenheten om den hotade naturen på Malta. Marvellous Malta - Where Wild Orchids Grow publicerades 2021 är en 176 sidor lång bok med ett urval av fotografier på Maltas vilda orkidéer.. Förordet till boken skrevs av Kevin Casha.

## Utmärkelser (urval)
- 2014: Scottish Nature Photographer of the Year[15][16]
- 2014: Kategorivinnare (Fåglar)  – Scottish Nature Photography Awards
- 2017: Kategorivinnare i Travel Photographer of the Year[17][18][19][20]
- 2018: Kategorivinnare i European Wildlife Photographer of the Year[21][22]
- 2018: Silvermedalj i Moscow International Foto Awards[23]
- 2019: Bronsmedalj i Prix de la Photographie, Paris[24]
- 2020: Kategorivinnare i Malta International Photo Award[25]
- 2024: Guldmedalj i Tokyo International Foto Awards[26]
- 2024: Andraplats i kategorin 'Nature' i Tokyo International Foto Awards[26]